# Риддер, Гюстав Де
Гюстав Де Риддер (фр. Gustave de Ridder, 31 мая 1795, Брюссель — 27 мая 1843, Ле-Ме-сюр-Сен, Франция) — бельгийский инженер (при рождении —гражданин Франции, позднее — Объединённого Королевства Нидерландов, с 1830 года — гражданин Бельгии). Пионер железных дорог, совместно с Пьером Симонсом составил проект строительства железных дорог Бельгии, первая из них (линия Мехелен — Брюссель) стала первой железной дорогой на европейском континенте.

## Биография
Гюстав де Риддер родился в Брюсселе, в то время когда территория нынешней Бельгии входила в состав Франции. В молодости он поступил на французскую военную службу в инженерные войска. В 1814 году перешёл на гражданскую службу в администрацию мостов и дорог. После независимости Бельгии Де Риддер работал на строительстве канала Брюссель — Шарлеруа под руководством инженера Жана-Батиста Вифкена. Для Де Риддера Вифкен стал не только начальником и учителем, но и зятем: Де Риддер женился на одной из дочерей Вифкена. Здесь же, на строительстве канала, он познакомился с инженером Пьером Симонсом.
Вскоре после революции и независимости бельгийское правительство начало задумываться о строительстве железных дорог. Составление проекта железных дорог Бельгии было поручено правительством Симонсу и Де Риддеру. Два инженера хорошо дополняли друг друга: в то время как Де Риддер отличался активным и предприимчивым характером, Симонс был кабинетным учёным, предпочитавшим не покидать рабочее бюро.
Де Риддер продолжал работать на Государственных бельгийских железных дорогах до 1845 года, после чего он перешёл в частный сектор. В 1845 году он получил концессию на строительство частной железной дороги из Антверпена в Гент через Синт-Никлас и Локерен. Для осуществление этого проекта он основал «Компанию железной дороги из Антверпена в Гент через Синт-Никлас и Локерен» (фр. Compagnie du Chemin de fer d’Anvers à Gand, par Saint-Nicolas et Lokeren) и стал её первым директором. Однако через три года он покинул этот пост.
Де Риддер умер в Ме-сюр-Сен во Франции 27 мая 1843 года.